# Anomis xanthomicta
Anomis xanthomicta là một loài bướm đêm trong họ Erebidae.